# Pirohy

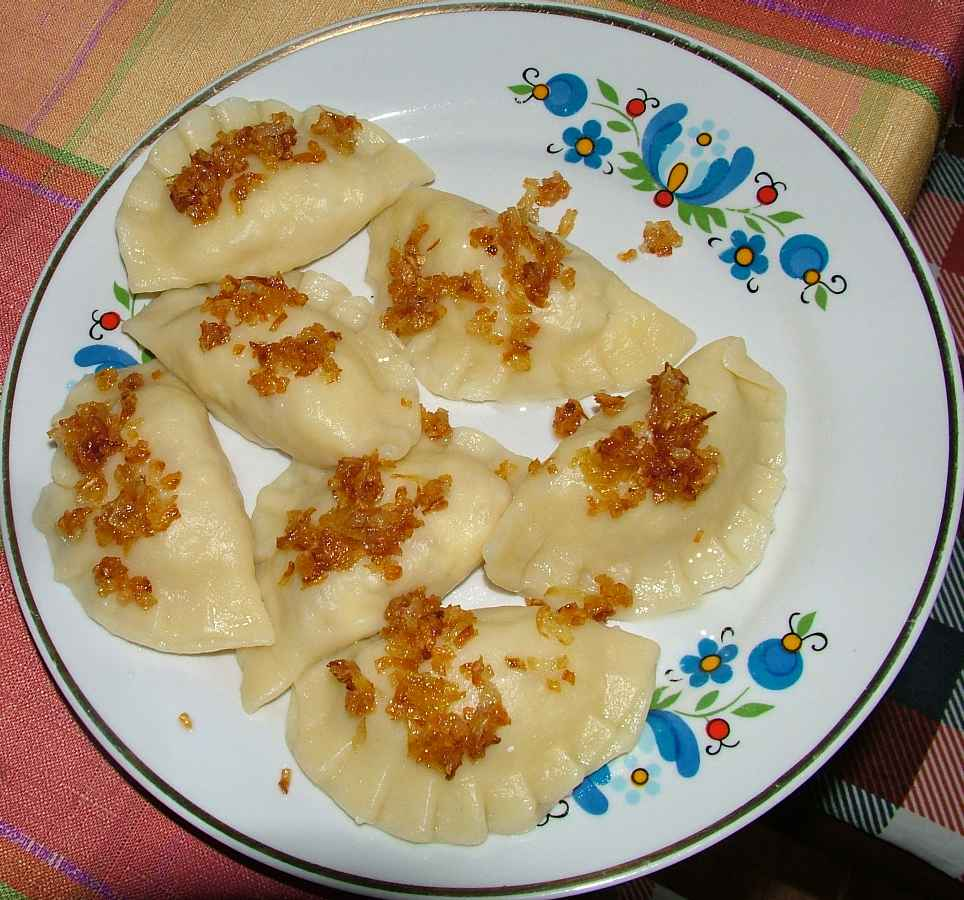
Polské pierogi se podávají posypané osmahnutou cibulkou

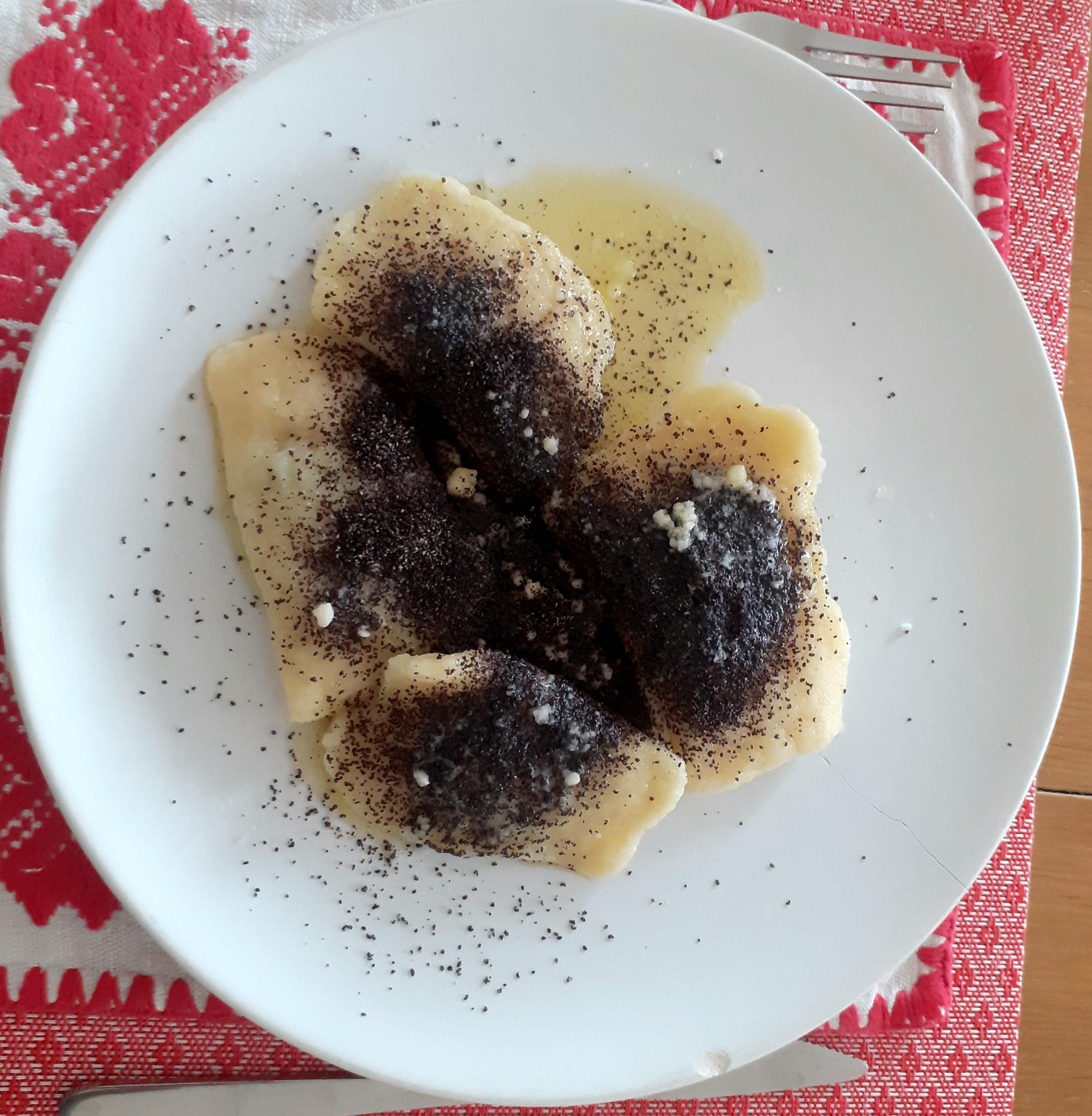
Slovácké pěry plněné povidly

Pirohy (polsky pierogi, slovensky pirohy, moravsky pěry) jsou nekynuté knedlíky středoevropského a východoevropského původu. Jsou půlkruhovitého, případně trojúhelníkovitého či obdélníkovitého tvaru a mohou být plněny různou nádivkou, od zelí, masa a sýru až po ovoce. 
Je třeba je nezaměňovat s ruskými pirohy (пирог) či pirožky (пирожо́к), což je obecný ruský název pro plněné pečivo, např. koláčky či buchty.

## Slovenské pirohy
Připravují se z brambor, mouky, vajíček, soli a přísad. Častým doplňkem je tvaroh nebo povidla na nádivku, strouhanka, skořice a moučkový cukr na posypání a máslo.
Základ tvoří protlačené uvařené brambory smíchané s moukou, vajíčkem a solí. Takto připravené těsto se vyválí a vykrájí se z něj menší plátky, které se naplní povidly nebo tvarohem a následně spojí do výsledného tvaru. Vaří se ve vodě, po vyjmutí se polijí rozpuštěným máslem a posypou strouhankou, skořicí a cukrem.